# Bethlehem Steel
Bethlehem Steel Corporation i Bethlehem, Pennsylvania, var tidigare en av USA:s största stålproducenter med anor från 1857. Namnet Bethlehem Steel Corporation antogs 1904.
Förutom i Bethlehem hade man större produktionsenheter i bland annat Burns Harbor, Indiana, och Sparrows Point, Maryland.
Verksamheten var koncentrerad till basvaror som valsat stål och räls. Redan under 1800-talet hade man dock även tillverkat kanoner och under de båda världskrigen stod Bethlehem Steel för stora delar av den pansarplåt och de kanoner av grövre kaliber som tillverkades för den amerikanska flottan.
Under andra världskriget hade Bethlehem Steel ända upp till 300 000 anställda och i mitten på 1950-talet fortfarande drygt 150 000. Under 1960- 80-talet var Bethlehem Steel engagerade vid det svenska Lamco-projektet i Liberia. Den amerikanska stålindustrins kris på 1980-talet överlevde företaget med knapp nöd. År 2001 försattes dock företaget i konkurs, varvid stålproduktionen övertogs av International Steel Group.